# Charitopes clausus
Charitopes clausus är en stekelart som först beskrevs av Thomson 1888.  Charitopes clausus ingår i släktet Charitopes och familjen brokparasitsteklar. Arten är reproducerande i Sverige. Inga underarter finns listade i Catalogue of Life.